# Ozyptila ankarensis
Ozyptila ankarensis är en spindelart som beskrevs av Karol 1966. Ozyptila ankarensis ingår i släktet Ozyptila och familjen krabbspindlar.
Artens utbredningsområde är Turkiet. Inga underarter finns listade i Catalogue of Life.